# Hollamsbird Island
Hollamsbird Island (auch selten Hollandsbird Island, historisch auch Hollamsbird-Vogelinsel) ist eine kleine vegetationslose Felsinsel vor der Küste Namibias und nördlichste Insel der Pinguininseln. Hollam’s Vogel-Insel liegt 10,3 km vor der Küste der Namib-Wüste im Südatlantik in der Lange Wand Bucht, unweit südlich der Meobbucht. Die Insel erreicht eine Höhe von 12 Metern über dem Meeresspiegel.
Hollamsbird Island ist die nördlichste Insel an der westafrikanischen Küste mit Brutplätzen für Brillenpinguine, allerdings in dünner Population. Das geschichtlich für die Pinguininseln typische Guano ist hier insofern auch nicht so reichhaltig. Die Insel weist dafür jedoch eine große Zahl an Seevögeln auf. 
Seit den 1840er Jahren wurde auf Hollamsbird Island und den umliegenden Inseln Guano abgebaut, bis 1992 die Verträge ausliefen. Es ist überliefert, dass Kapitän Benjamin Morrell (* 5. Juli 1795; † 1839) auf Hollam’s Vogelinsel an einem einzigen Tag 1400 Tiere erschlagen ließ. Die Insel liegt relativ weit im Atlantik, was oft eine stürmische See und in der Vergangenheit ein gefährliches Festmachen für Schiffe zur Folge hatte.
Seit 1994 gehört die Insel zu Namibia. Vorher gehörte sie, ebenso wie die übrigen Pinguininseln, zu Südafrika. Sie ist nur mit einer Sondergenehmigung zu besichtigen. Zwischen Wasser und Land gibt es eine vielseitige amphibische Fauna – von Krebsen über Pinguine bis zu Robben. Zu den verschiedenen Pinguinarten gesellen sich oft der weiße Malagasvogel („Seegans“) und Kormorane. Zeitweilig erscheinen auch Flamingos und Pelikane aus der nahen Walfischbucht. Es besteht eine verlassene Hütte der Guanobauern.
Die Insel ist Teil des Meob-Chamais Meeresschutzgebietes.